# Capilla de San Salvador de las Espadas
San Salvador de las Espadas es una capilla del municipio de Esparreguera. Está situada arriba de un acantilado aislado, en su punto de confluencia entre los obispados de San Felíu y Diócesis de Vich y de los términos municipales de Esparraguera, Olesa de Montserrat y Vacarisas. Documentada a partir el siglo XIV, era la antigua capilla del Castillo de las Espadas, documentado desde el año 985, y del cual solo resta la de una torre circular. Está declarada bien cultural de interés nacional

## Descripción
Está situado sobre el desfiladero del Cairat, a la izquierda del río, arriba de una arista espadada transversal del río Llobregat. Quedan, pero, tan solo unos pocos vestigios en lo alto de la roca más alta: una pared que resigue su perfil superior y parte de una media torre o bestorre a levante. Son construidas con pequeños sillares o adoquines trabados con mortero, muy abundante en un conglomerado que se adhiere a los salientes y prominencias de la roca. Probablemente datan de los primeros tiempos del castillo, no más tarde del siglo X. La capilla de Santo Salvador de las Espadas tiene una estructura que nos indica que, a pesar de se debía de levantar en época gótica, responde a una reforma del siglo XVI. Está situada a ponente, en un lugar a redós, y conserva en la pared de mediodía restes de un tabicado románico de grandes sillares que debe de corresponder también a la obra del castillo de las Espadas y que se podría datar hacia el siglo XII. Tiene una sola nave, de vuelta baja, y el ábside cuadrangular.

## Historia
El castillo fue vendido por el conde Borrell a su fiel Guillemos, de la estirpe de los Gurb-Queralt, en una fecha que se tendría que situar a partir de 966 y antes del 985. EL conde y su mujer Letgarda vendieron también a Guillem el castillo de Esparraguera, con el cual formará una misma señoría. El septiembre del 985, Guillem, que había acudido a la defensa de Barcelona donde su mujer fue prisionera por Almanzor, dio en la sede de Vich sus castillos de las Espadas y de Esparraguera. Muerto Guillem, el 933, el obispo Arnulf con su canónica intercambió con Sendred de Gurb los castillos de las Espadas y de Esparreguera por el alodio de San Baudilio de Llusanés. En adelante los Gurb-Queralt serían señores de las Espadas y de Esparreguera, hasta que a finales del siglo XII pasó a los Cardona, que tuvieron como feudatario a Ramon de Guardia y posteriormente su hijo, Guillamos de Claramunt.
A comienzos del siglo XIV los castillos fueron vendidos y fueron a parar en varias manos hasta que el 1351 los adquirió el monasterio de Santa Maria de Montserrat, que conservó la señoría hasta el 1836. La iglesia de Santo Salvador no se documentada hasta el siglo XIV. Fue reformada en el siglo XVI. El año 1924 fue restaurada y se volvió a restaurar en 1985.
Una leyenda vincula este castillo a una batalla que habría entregado el conde de Barcelona Ramon Borrell, en 1003, contra los sarracenos: para ayudar al conde, Dios envió desde el cielo una lluvia de espadas. En realidad, el toponímico de las espadas proviene por el terreno accidentado donde se encuentra el castillo.